# Serghei Baruzdin
Serghei Alekseevici Baruzdin (în rusă Сергей Алексеевич Бару́здин, 22 iulie 1926 — 4 martie 1991) a fost un poet sovietic rus.

## Biografie
S-a născut în 22 iulie 1926 la Moscova.
În 1938 a publicat primele povestiri în revista pentru copii "Pionier". 
A participat la Marele Război pentru Apărarea Patriei.
În 1949 a intrat în PCUS(b). 
În 1958 a absolvit Institutul de Literatură M. Gorki.
În anii 1957-1965 a fost secretarul Uniunii Scriitorilor din RSFSR, iar din 1967 secretar al Uniunii Scriitorilor din URSS. 
În 1958 a participat la persecutarea lui Boris Pasternak, după publicarea romanului Doctor Jivago în Occident.
Începând din 1965 a fost redactor șef al revistei Drujba narodov.
A murit la 4 martie 1991. Este înmormântat în cimitirul Vvedenskoe din Moscova.

## Premii și distincții
- ordinul Lenin (21.07.1986)
- ordinul Revoluția din Octombrie (16.11.1984)
- ordinul Războiul pentru apărarea patriei clasa a II-a (11.03.1985)
- 3 ordine Steagul Roșu al Muncii (02.07.1971; 23.03.1976; 02.06.1981)
- ordinul "Insigna de Onoare" (28.10.1967)
- medalia "Pentru apărarea Moscovei"
- medalia "Pentru eliberarea Varșoviei"
- medalia "Pentru eliberarea Berlinului"
- medalia "Meritul militar"
- medalia "Pentru victoria asupra Germaniei în Marele Război pentru Apărarea Patriei din anii 1941-1945"
- alte medalii
- Premiul de stat M. Gorki al RSFSR (1983) — pentru culegerea de povești și povestiri "Samo soboi"

## Opera

### Cărți
- Собрание сочинений в 3-х томах. М., Детская литература, 1984-1985
- Избранные произведения в 2-х томах. М., Художественная литература, 1977
- 1950 — «Кто построил этот дом». Стихи
- 1951 — «Про Светлану»
- 1955 — «Кто сегодня учится». Стихи
- 1959 — «О разных разностях». Стихи и рассказы
- 1961 — «Новые дворики»
- 1962 — «Новый адрес Нины Стрешневой»
- 1964 — «Повторение пройденного»[6]
- 1966 — «Твои друзья — мои товарищи». Стихи, рассказы, повести
- 1967 — «Повесть о женщинах»[6]
- 1969 — «Я люблю нашу улицу…»[6]
- 1969 — «Старое-молодое». Повести, рассказы
- 1969 — «От семи до десяти»
- 1975 — «То, что было вчера»
- 1978 — «Люди и книги». Литературные заметки
- 1980 — «Стихи без названия»
- 1981 — «А память все зовёт»
- 1982 — «Пора листопада»
- 1983 — «Стихи минувших лет»
- 1984 — «Само собой…»

### Opere literare pentru copii
1. «Вежливый бычок»
2. «Двухметровое несчастье»
3. «Простуженный ёжик»
4. «Эту книжку написал твой друг»
5. «Как куры научились плавать»
6. «Лось в театре»
7. «Забракованный мишка»
8. «Пчелиная напасть»
9. «Необычный почтальон»
10. «Сложное поручение»
11. «Сила привычки»
12. «Рави и Шаши — рассказ о том, как два маленьких слоненка, подаренные Неру советским детям, плыли на корабле»
13. «Как Снежок в Индию попал — рассказ про советский ответный подарок: маленького белого медвежонка»
14. «Шаг за шагом»
15. «Шёл по улице солдат»
16. «Про Светлану»
17. «Светлана — пионерка»
18. «Светлана — наша Сейдеш»
19. «Сказка о трамвае»
20. «Кто сегодня учится»
21. Чудеса : Стихи и рассказы : [Для мл. шк. возраста]/С. А. Баруздин; Ил. В. Гальдяев. – М.: Малыш, 1973. – 80 с. : ил. – На рус. яз.: Цена 1 р. 08 к.[8][9].